# Diangokro
Diangokro est une localité du centre de la Côte d'Ivoire, et appartenant au département de Dimbokro, Région du N'zi-Comoé. La localité de Diangokro est un chef-lieu de commune.